# Jake Angeli
Jake Angeli (narozen jako Jacob Anthony Angeli Chansley; 1. července 1988), známý také jako QAnon Shaman, Q Shaman a Yellowstone Wolf, je americký aktivista a konspirační teoretik, který se 6. ledna 2021 podílel na útoku na Kapitol a později byl za tyto své činy odsouzen. Je příznivcem prezidenta Donalda Trumpa a bývalým vyznavačem a šiřitelem QAnon.
Přibližně od roku 2019 se účastnil demonstrací a pochodů za podporu klimatických stávek v oblasti Phoenixu, v Arizoně. Na shromážděních propagoval konspirační teorie podporující Trumpa a na akcích hnutí Black Lives Matter (BLM) vystupoval jako kontraprotestující. Jeho vzhled, zahrnující bodypainting se symboly americké vlajky a pokrývku hlavy z kožešiny přispěly k tomu, že se Chansleymu začalo přezdívat „Šaman“.
Poté, co byl vyfotografován, jak se účastní útoku na Kapitol, byl 9. ledna zatčen na základě federálního obvinění z „výtržnosti; maření úředního postupu; vstupu a setrvávání v budově s omezeným přístupem; výtržnosti a rušivého chování v budově s omezeným přístupem; násilného vstupu a výtržností v budově Kapitolu a průvodu, či demonstrace v budově Kapitolu“. V září 2021 se přiznal k jedinému obvinění a v listopadu 2021 byl odsouzen ke třem a půl letům, tedy jednačtyřiceti měsícům vězení, po čemž v listopadu následovalo odsouzení na šestatřicet měsiců.
20. ledna 2025, tedy krátce po započetí druhého funkčního období prezidenta Donalda Trumpa, byl Chansley omilostněn v rámci hromadného udělení milostí přibližně 1 500 útočníkům na Kapitol z 6. ledna 2021.

## Raný život a vzdělání
Jacob Anthony Chansley se narodil v roce 1988 Marthě Chansleyové. Navštěvoval Moon Valley High School ve Phoenixu v Arizoně a Glendale Community College, kde absolvoval některé kurzy psychologie, náboženství, filozofie a keramiky.

## Kariéra
V září 2005 Chansley vstoupil do Námořnictva Spojených států. Po absolvování základního výcviku a výcviku na pozici zásobovače byl v březnu 2006 přiřazen na letadlovou loď USS Kitty Hawk. V průběhu služby se odmítl očkovat vakcínou proti antraxu, v důsledku čehož bylo rozhodnuto o jeho propuštění. 29. září 2007 byl převelen do Přechodné personální jednotky v oblasti Pugetova zálivu ve státě Washington, načež byl dne 11. října 2007 z armády propuštěn. Jeho služba trvala dva roky a 15 dní a skončila v hodnosti „Storekeeper Seaman Apprentice“. Mezi jeho vojenská vyznamenání patří Medaile za službu v národní obraně, Medaile za službu ve válce proti terorismu, Stuha za nasazení na moři a Stuha za zahraniční službu námořnictva a námořní pěchoty.
Chansley je autorem dvou vlastním nákladem vydaných knih: Will & Power: Inside the Living Library (Volume 1) (2017, vydáno pod pseudonymem „Loan Wolf“) a One Mind at a Time: A Deep State of Illusion (2020, vydáno pod jménem Jacob Angeli). V roce 2020 vytvořil a nadaboval jedenáct videí šířících konspirační teorie, které publikoval na platformě Rumble.
Měl profil na hereckém webu Backstage. V listopadu 2023 podal prohlášení o zájmu kandidovat jako libertarián ve volbách do Sněmovny reprezentantů USA za 8. obvod v Arizoně. Do voleb se však nekvalifikoval, neboť nepředložil potřebný počet podpisů.

## Role v konspiračním hnutí
Chansley dříve byl podporovatelem Donalda Trumpa. Má několik tisíců sledující na sociálních sítích a účastnil se shromáždění podporujících hnutí QAnon, především v okolí Phoenixu. Na různých shromážděních v Arizoně hlasitě propagoval konspirační teorie spojené právě s QAnonem a nosil transparent s nápisem „Q mě poslal!“.
V roce 2019 často sám protestoval před Kapitolem státu Arizona a šířil různé konspirační teorie. List The Arizona Republic jej při účasti na protestu za ochranu klimatu popsal jako šamanského praktikujícího, jeho ideologie byla označena jako ekofašistická. Počátkem roku 2020 pro The Arizona Republic uvedl, že nosit kožešinovou čepici a malovat si obličej začal, aby na sebe upoutal pozornost a mohl následně hovořit o QAnonu a „jiných pravdách“. S cílem šířit konspirační teorii QAnon se objevil také na protestu hnutí Black Lives Matter v oblasti Phoenixu.
Po prezidentských volbách v USA v roce 2020 zaměřil své protesty na zpochybnění výsledků hlasování v Arizoně. Během sčítání hlasů tábořil před budovou soudu v okrese Maricopa a dne 7. listopadu, když byl Joe Biden prohlášen za vítěze voleb, přednesl na tamním shromáždění projev, v němž mimo jiné uvedl: „Tyto volby ještě nebyly rozhodnuty! Nevěřte té lži! Přistihli je s rukou ve sklenici se sušenkami a míříme k Nejvyššímu soudu! Trump vždycky vypadá, že prohraje. A pak nakonec vyhraje.“

### Účast na útoku na Kapitol 2021
Během útoku na Kapitol Spojených států dne 6. ledna 2021 vstoupil Chansley v takzvaném „šamanském“ oděvu do senátního sálu budovy Kapitolu. Přitom měl na sobě kožešinovou čelenku s bizoními rohy, válečné barvy v červené, bílé a modré barvě a nesl kopí vysoké přibližně 1,8 metru, pod jehož hrotem byla uvázána americká vlajka. Byl vyfotografován, jak stojí na vyvýšené plošině u křesla místopředsedy Senátu, které náleží viceprezidentovi Spojených států, což mu přineslo velkou mediální pozornost. Později uvedl, že policie zpočátku davu bránila ve vstupu, ale poté je údajně výslovně vpustila dovnitř, a tehdy vešel i on. 16. března 2021 zveřejnil okresní soud ve Washingtonu, D.C. dříve utajený záznam, na němž je Chansley zachycen, jak vstupuje do Kapitolu po rozbití oken. Některá média poznamenala, že jeho oděv připomínal kostým zpěváka britské skupiny Jamiroquai, Jay Kaye, který poté žertovně svou účast na nepokojích popřel.

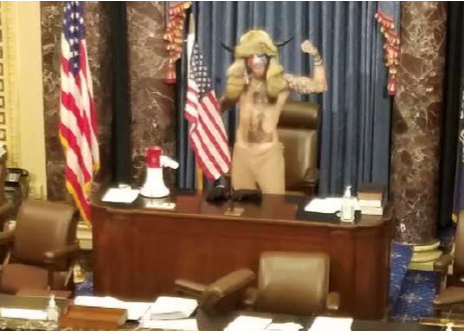
Jacob Chansley v prostorách Senátu USA během útoku na Kapitol

Záznamy, které v březnu 2023 odvysílal Tucker Carlson na stanici Fox News, ukazují Chansleyho, jak se pohybuje po budově Kapitolu ve společnosti policistů, kteří podle záběrů nevyvíjeli žádnou zjevnou snahu jej zastavit. Carlson, jemuž republikánský představitel Kongresu poskytl exkluzivní přístup k bezpečnostním záznamům, označil policisty za „průvodce“ a zdůraznil, že žádný z nich Chansleyho nezadržel. Náčelník Kapitolské policie Tom Manger zveřejněný segment ostře zkritizoval a označil jej za „plný urážlivých a zavádějících závěrů“. Konkrétně odmítl tvrzení, že policisté působili jako „průvodci“, a uvedl, že byli výrazně přečísleni a snažili se situaci zvládnout pomocí deeskalačních taktik. Chansleyho právník v reakci na záznam prohlásil, že o daném videozáznamu nevěděl, a poznamenal, že vláda má povinnost předložit veškeré důkazy, zejména ty, které mohou být pro obžalovaného polehčující. Protože se Chansley k vině přiznal, není jasné, zda by toto pochybení mohlo mít vliv na soudní řízení, v době přiznání obžaloby státní zástupci uvedli, že nadále přezkoumávají důkazní materiály.
Ze soudních přepisů vyplývá, že Chansley agentům FBI sdělil, že do Kapitolu dorazil v rámci „součásti skupinového úsilí dalších vlastenců z Arizony na výzvu tehdejšího prezidenta, aby se vlastenci 6. ledna 2021 dostavili do Washingtonu D.C“. Před samotným útokem vyzval přítomné demonstranty k modlitbě se slovy: „Děkujeme ti, že jsi umožnil znovuzrození Spojených států. Milujeme tě a děkujeme ti. Ve svatém jménu Krista se modlíme.“ Po nepokojích se médiím vyjádřil se slovy: „To, že se naši zrádci v úřadech museli skrýt, nasadit si plynové masky a utéct do podzemního bunkru, považuji za vítězství.“
K 8. lednu byl Chansley veden mezi hledanými osobami policejního oddělení Washingtonu, D.C. Během pátrání uvedl v rozhovoru pro NBC, že si nemyslí, že by udělal něco špatného, a řekl: „Prošel jsem otevřenými dveřmi, kámo.“ Pro arizonskou lokální stanici KPNX toho dne prohlásil, že se „neobává“ případného obvinění. Před svou účastí na nepokojích neměl Chansley v Arizoně v trestním rejstříku žádný záznam.

#### Zatčení a trestní řízení
9. ledna byl Chansley zatčen a obviněn na federální úrovni Spojených států z „vědomého vstupu nebo setrvání v jakékoli budově s omezeným přístupem, nebo na pozemku bez zákonného oprávnění a z násilného vniknutí a výtržnictví na pozemcích Kapitolu“. Podle výpovědi zvláštního agenta Kapitolské policie byl Chansley identifikován díky „svému jedinečnému oděvu a rozsáhlému tetování na pažích a levé straně trupu“. Ještě před zatčením Chansley dobrovolně vypovídal na washingtonské pobočce FBI. Podle soudního spisu ze 14. ledna zanechal Chansley v senátní síni na stole viceprezidenta Pence vzkaz se slovy: „Je to jen otázka času, spravedlnost přichází.“ Během svého pobytu ve vazbě, kdy čekal na soud, odmítal Chansley jíst, jelikož podávané jídlo nebylo organické. Soud mu proto následně nařídil, aby mu bylo poskytováno stravování dle jeho požadavků.
Od ledna 2021 až do jeho přiznání viny dne 2. září byl Chansley zastupován právníkem Albertem Watkinsem ze St. Louis. Watkins ve svém písemném vyjádření tvrdil, že Chansley se nepodílel na násilnostech, neskrýval svou identitu, nebyl ozbrojen, nechoval se destruktivně a s respektem se řídil pokyny příslušníků bezpečnostních složek. Dále uvedl, že Chansley nesl megafon proto, aby byl lépe slyšet. Současně předložil důkazy o tom, že Chansleymu byla během služby v námořnictvu diagnostikována schizotypní porucha osobnosti. V rozhovoru pro stanici KSDK řekl: „[Chansley] je za své činy odpovědný. Lituje toho, kde se dnes nachází.“ Watkins veřejně vyzval prezidenta Trumpa, aby jeho klienta omilostnil, s tím, že Chansley nebyl ozbrojený, násilný ani destruktivní a jednal vlastně na „pozvání“ prezidenta. Koncem ledna pak Chansley podnikl kroky směřující k udělení prezidentské milosti prostřednictvím tehdejšího personálního šéfa Bílého domu Marka Meadowse.
Když bylo udělení milosti zamítnuto, prohlásil Watkins: „[Chansley] velmi, velmi lituje toho, že se nechal nejen oklamat prezidentem, ale i toho, že se dostal do situace, kdy dovolil, aby ho toto oklamání přimělo k činům, které by jinak nespáchal.“ Podle Watkinse byl Chansley připraven svědčit proti Trumpovi při jeho druhém impeachmentu. Tento soudní proces však skončil Trumpovým zproštěním obvinění bez výslechu jakýchkoli svědků.
Federální soudce Royce Lamberth 8. ledna 2021 rozhodl, že Chansley z vazby propuštěn nebude, přičemž označil argumenty jeho obhájce za „natolik frivolní, že urážejí inteligenci soudu“. Ve svém písemném rozhodnutí uvedl, že „obžalovaný si plně neuvědomuje závažnost obvinění, kterým čelí“.

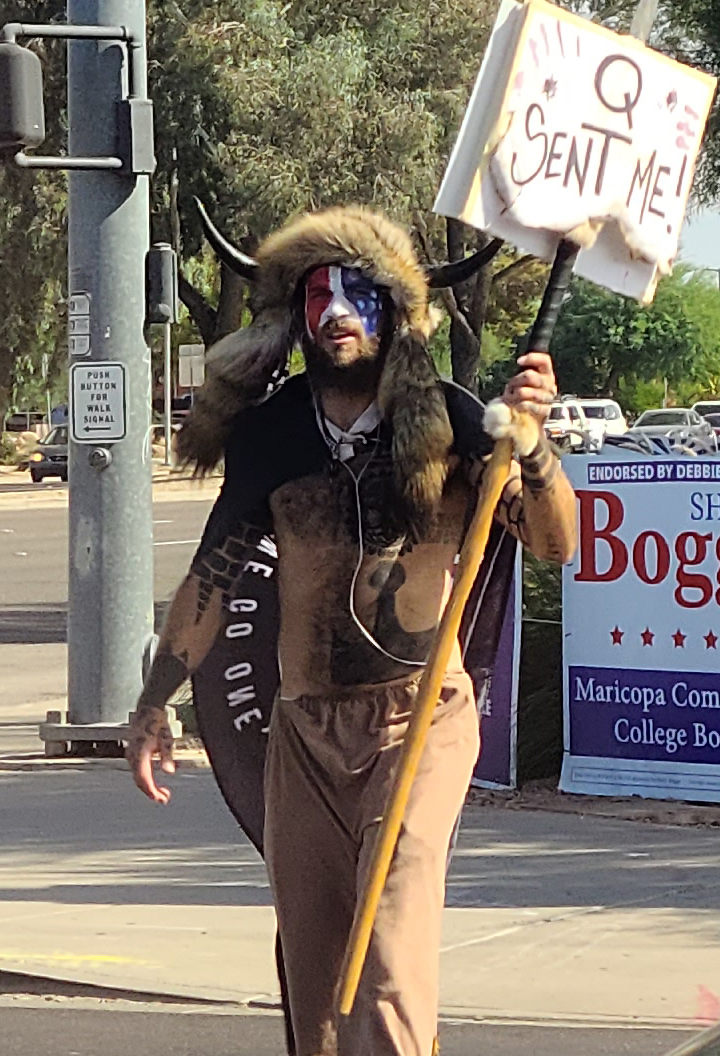
Angeli v roce 2020

3. září 2021 se Chansley přiznal k jedinému bodu obžaloby – maření úředního jednání, načež v rámci dohody o vině a trestu souhlasil s navrhovaným trestem odnětí svobody v délce 41 až 51 měsíců. Jeho právník již dříve uvedl, že se Chansley již distancoval od hnutí QAnon a požádal, aby už jeho jméno nebylo s touto skupinou více spojováno. Soudce Lamberth následně zamítl jeho žádost o propuštění (Chansley chtěl navštívit svého dědečka, zatímco Watkins nabízel poskytnout mu ubytování a péči o duševní zdraví), a to na základě toho, že neexistují přesvědčivé důkazy o tom, že by nehrozilo riziko útěku.
Chansley byl 17. listopadu odsouzen k 41 měsícům vězení. Trest si odpykával ve Federálním nápravném zařízení v Saffordu v Arizoně, přičemž původní datum jeho propuštění bylo stanoveno na 25. května 2024. Dne 30. března 2023 právník Albert Watkins oznámil, že Chansley byl z vězení propuštěn o 14 měsíců dříve a byl přemístěn do tzv. přechodného zařízení (halfway house). V listopadu 2021 Chansley u soudu uvedl: „Ctihodní muži přiznávají, když se mýlí. Nejen veřejně, ale též sami sobě. Mýlil jsem se, když jsem vstoupil do Kapitolu. Nemám žádnou výmluvu. Žádnou výmluvu. To chování je jednoduše neobhajitelné.“
20. ledna 2025, po nástupu do svého druhého funkčního období, udělil prezident Trump Chansleymu a zhruba 1 500 dalším osobám obviněným v souvislosti s událostmi ze 6. ledna milost. Chansley události oslavil na platformě X slovy: „J6kaři se dostávají na svobodu a spravedlnost přišla. Všechno, co se děje potají, vyjde na světlo.“ Zároveň uvedl, že si na oslavu udělené milosti „půjde koupit nějaký zasraný bouchačky“.

### Dezinformace o působnosti
Po útoku na Kapitol začali příznivci Donalda Trumpa na Facebooku šířit nepravdivé informace, podle nichž Chansley nebyl stoupencem Trumpa a pravicovým aktivistou, nýbrž byl údajně napojen na americkou odnož hnutí antifa a Black Lives Matter (BLM) a akce se měl účastnit akce jako provokatér. Tyto falešné zprávy často zahrnovaly fotografii upravenou Chansleyho z demonstrace BLM v Arizoně, na níž byla oříznuta část se znakem „Q Sent Me“, který naznačoval, že se protestu účastnil jako protidemonstrant, nikoli jako jeho účastník.
V tweetu zveřejněném 6. ledna z účtu @USAwolfpack vyvrátil Chansley spekulace šířené právníkem Trumpovy kampaně Linem Woodem: „Pane Woode, nejsem členem antify ani BLM. Jsem Qanon a digitální voják. Jmenuji se Jake a pochodoval jsem s policií a v Phoenixu jsem proti BLM a antifě bojoval.“ Fact-checkový server Snopes jeho tvrzení prošetřil a dospěl k závěru, že se Chansley skutečně zúčastnil protestu BLM, nebyl ale napojen na hnutí antifa a byl aktivním stoupencem Trumpa.
Po sítítch byly také šířeny dezinformace, podle nichž Chansley údajně spolupracoval se zetěm Nancy Pelosiové, žurnalistou Michielem Vosem, který byl zachycen na fotografii s Chansleym před Kapitolem. Dle serveru Snopes je Vos reportérem nizozemské televizní stanice RTL Nederland a zmíněná fotografie pochází z reportáže o protestech, kterou Vos připravil pro nizozemský zpravodajský pořad RTL Boulevard.

## Názory
Chansley prohlásil, že věří — i když bez důkazů, že televizory a rádia vysílají „velmi specifické frekvence, které jsou neslyšitelné“ a které „ovlivňují mozkové vlny vašeho mozku“. Rovněž se vyjadřoval k tzv. Bilderbergské konspirační teorii a tvrdil, že svobodní zednáři navrhli město Washington, D.C., podle tzv. „ley linií“ (které se údajně kříží na posvátných místech civilizačního významu, jako jsou chrámy, pyramidy a budovy na National Mall, zesilují magnetické pole Země, a které byly archeology a pomocí statistik vyvráceny). V rozhovoru pro rakouskou stanici ORF v roce 2020 Chansley prohlásil, že „abyste porazili tuto zlou okultní sílu, potřebujete světelnou okultní sílu... [potřebujete] sílu, která stojí na straně Boha, lásky... téměř jako na straně andělů... na rozdíl od démonů.“ Když se zpětně vracel k útoku na Kapitol, uvedl Chansley, že „to, co jsme udělali 6. ledna, bylo v mnoha ohledech evolucí vědomí, protože když jsme pochodovali po ulici podél těchto ley linií a křičeli 'USA' nebo hesla jako 'svoboda'... jsme ve skutečnosti ovlivňovali kvantovou sféru.“
Podle obžaloby Chansley věří, že je mimozemšťanem nebo vyšší bytostí, která je předurčena k povznesení do jiné reality; tvrdí o sobě, že je bódhisattva, který setrvává v této rovině reality, aby vedl další vědomé bytosti k povznesení z tohoto světa. Na otázku ohledně svého syna po útoku na Kapitol v lednu 2021 jeho matka Martha Chansleyová uvedla pro televizi KNXV-TV: „Je v pořádku,“ dodala také, že „být vlastencem vyžaduje velkou odvahu.“
V rozhovoru s novinářem Georgem Packerem po propuštění z vězení Chansley vyjádřil velký respekt k Donaldu Trumpovi, o němž tvrdil, že odtajnil tři americké patenty: „motor s nulovým bodem energie, tedy nekonečný zdroj čisté energie; supravodič fungující při pokojové teplotě, který umožňuje motoru s nulovým bodem fungovat bez přehřívání; a tzv. TR3B — trojúhelníkovou antigravitační nebo setrvačně poháněnou loď. A když všechny tyto věci spojíte, získáte zcela nový socioekonomický a geopolitický systém.“ Dále označil postavu Q z hnutí QAnon za „úspěšnou psychologickou operaci, která šířila pravdu o korupci v naší vládě.“

## V populární kultuře
Animovaný Angeli se objevuje v dílu Očkovací speciál seriálu Městečko South Park. Postava oděná podobně jako Chansley se rovněž vyskytuje v epizodě „2020: A Year In Review“ ze seriálu It's Always Sunny in Philadelphia z roku 2021, a také v epizodě seriálu Reno 911! z téhož roku. V kostýmu Chansleyho se objevila postava MacGrubera, ztvárněná Willem Fortem, v lednové epizodě Saturday Night Live z roku 2022. Na Chansleyho je rovněž odkazováno v komediálním filmu Bez polevy z roku 2024.
Jeden z členů skupiny The Stormchasers, příznivců nacistické postavy Stormfront, je v průběhu třetí řady seriálu Banda oblečen jako Chansley. O Chansleym pojednává také píseň „Moon Valley High“ z alba Disposable Everything skupiny AJJ.